# Žitište (općina)
Općina Žitište je jedna od općina u Republici Srbiji. Nalazi se u AP Vojvodini i spada u Srednjobanatski okrug. Po podacima iz 2004. općina zauzima površinu od 525 km² (od čega na poljoprivrednu površinu otpada 47.696 ha, a na šumsku 234 ha. Centar općine je grad Žitište. Općina Žitište se sastoji od 12 naselja. Po podacima iz 2002. godine u općini je živjelo 20.399 stanovnika, a prirodni priraštaj je iznosio -11,6 %. Po podacima iz 2004. broj zaposlenih u općini iznosi 3.321 ljudi. U općini se nalazi 10 osnovnih škola.

## Naseljena mjesta
- Banatski Dvor
- Banatsko Višnjićevo
- Banatsko Karađorđevo
- Žitište
- Međa
- Novi Itebej
- Ravni Topolovac
- Srpski Itebej
- Torak
- Torda
- Hetin
- Čestereg

## Etnička struktura
- Srbi (61,9%)
- Mađari (19,69%)
- Rumunji (9%)
- Romi (3,75%)
- Jugoslaveni (1,3%)

Naselja s većinskim srpskim stanovništvom su Banatsko Višnjićevo, Banatsko Karađorđevo, Žitište, Međa, Ravni Topolovac, Srpski Itebej i Čestereg. 
Naselja su većinskim mađarskim stanovništvom su Novi Itebej, Torda i Hekin.
Torak ima većinsko rumunjsko stanovništvo. Banatski Dvor ima relativnu srpsku većinu.

## Vanjske poveznice
- Službena prezentacija općine  Arhivirana inačica izvorne stranice od 25. lipnja 2007. (Wayback Machine)